# Nomerobius golbachi
Nomerobius golbachi is een insect uit de familie van de bruine gaasvliegen (Hemerobiidae), die tot de orde netvleugeligen (Neuroptera) behoort. 
Nomerobius golbachi is voor het eerst wetenschappelijk beschreven door Gonzalez Olazo in 1993.